# La yunta
La yunta, también conocida como El trabajo o Los bueyes, es una escultura en bronce de 2.20 m de alto realizada por Ismael Pozo Velit, y que se ubica en el Paseo de los Héroes Navales en Lima, Perú.
La escultura representa el momento en que un campesino trabaja la tierra con dos bueyes enyuntados y un arado. Es un motivo indigenista que fue encargado por la colonia china en el Perú, junto a la escultura Las llamas de Agustín Rivera, como obsequio a la ciudad de Lima por su IV Centenario de fundación.
Fue emplazada en el Paseo de la República en 1937, aunque sucesivas reformas del lugar hicieron que pierda el pedestal.
El 24 de abril de 2018, las esculturas del Paseo de los Héroes Navales, entre las que se incluye La yunta, fueron declaradas Patrimonio Cultural de la Nación por el Ministerio de Cultura.